# Lloro menut carabrú
El lloro menut carabrú (Micropsitta keiensis) és una espècie d'ocell de la família dels psitàcids que habita els boscos de l'oest i sud de Nova Guinea i les illes Kai, Aru i Raja Ampat.